# IC 1754
IC 1754 је галаксија у сазвјежђу Рибе која се налази на листи објеката дубоког неба у Индекс каталогу.
Деклинација објекта је + 4° 1' 34" а ректасцензија 1h 56m 49,8s. Привидна величина (магнитуда) објекта IC 1754 износи 14,2 а фотографска магнитуда 15,2. IC 1754 је још познат и под ознакама UGC 1424, CGCG 413-11, NPM1G +03.0067, PGC 7307.